# Хардж, Айра
Айра Ли Хардж (англ. Ira Lee Harge; родился 14 марта 1941 года, Ангилья, штат Миссисипи, США) — американский профессиональный баскетболист, который выступал в Американской баскетбольной ассоциации, отыграв шесть из девяти сезонов её существования. Чемпион АБА в сезоне 1968/1969 годов в составе команды «Окленд Окс».

## Ранние годы
Айра Хардж родился 14 марта 1941 года в городе Ангилья (штат Миссисипи), после чего перебрался в Детройт (штат Мичиган), где учился в Северо-Восточной средней школе, в которой играл за местную баскетбольную команду.